# فانيت أوليا
فانيت أوليا (بالفارسية: ونیت علیا) هي منطقة سكنية تقع في إيران في محافظة إيلام. يقدر عدد سكانها بـ 175 نسمة بحسب إحصاء 2016.